# Рорарио, Джироламо
Джироламо Рорарио (итал. Girolamo Rorario, лат. Hieronymus Rorarius; 1485—1556) — писатель-гуманист, дипломат, нунций папы Климента VII при дворе Фердинанда I.

## Биография
Автор книги «Quod animalia bruta ratione utantur melius homine» («Почему животные используют свой разум лучше, чем люди»), которая была написана в 1544 году, а опубликована в 1648 году в Париже Габриэлем Ноде. Эта книга, в которой превозносились интеллектуальные способности животных, привлекла внимание Пьера Бейля, который посвятил ей и её автору отдельную статью в своем «Историческом и критическом словаре». Книга написана в форме диалога между автором и кардиналом Бернардо Клезио, в ней чувствуется влияние произведения Плутарха «Грилл, или о том, что животные обладают разумом». Похожие идеи высказывал позднее и Монтень в своих «Опытах» («Апология Раймунда Сабундского»).

## Основные труды
Rorarius H. Quod animalia bruta ratione utantur melius homine. Paris, 1648.